# Allodaposuchus
Allodaposuchus a crocodyliformák egyik kihalt nemzetsége, amely négy olyan fajt foglal magában, amelyek a mai Dél-Európában éltek a késő kréta időszak campaniai és maastrichti szakaszában. Általában nem krokodil krokodilomorfaként sorolják be, de néha a legkorábbi valódi krokodilok közé sorolják. Az Allodaposuchus az egyik legelterjedtebb késő kréta időszaki krokodilomorfa Európából. Spanyolországból, Romániából (Erdély) és Franciaországból ismertek a kövületei.

## Leírás

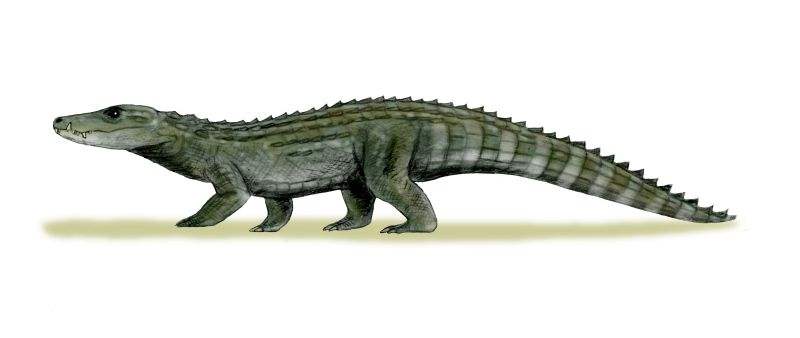
Az A. precedens rekonstrukciója

Sok más kréta időszaki krokodilomorfához hasonlóan az Allodaposuchus is viszonylag kis testmérettel rendelkezik a mai krokodilokhoz képest. Az Allodaposuchus legnagyobb ismert példánya valószínűleg 3 méter (9,8 ft) hosszú egyedhez tartozik. Noha a kinézete fajonként változó, az Allodaposuchus általában rövid, lapított és lekerekített koponyával rendelkezik. 
Az Allodaposuchus legalább egy fajának, az A. hulki-nak lehetnek olyan adaptációi, amelyek lehetővé tették volna számára, hogy hosszabb ideig a szárazföldön éljen. A. hulki koponyájában olyan nagy orrmelléküregek vannak, amelyek más krokodiloknál nem láthatók. Ez segíthette a víz alatti hallásában, valamint a koponyát könnyítette. Sőt, A. hulki-nak jól fejlett izomzata volt a lapocka, felkar, és ulna csontokon, mely lehetővé tette volna a félig felegyenesedett járást. Az A. hulki maradványait homokkő és márga kőzetekben találták meg. Az ezekben talált  csillárkamoszatok alapján az a környezet amelyben a krokodil élt, messze eshetett az olyan állandó víztömegektől, mint a tavak és folyók. Lehet, hogy A. hulki ideje nagy részét víz nélkül töltötte, és csak táplálkozás céljából kereste fel az efemer tavak tavakat.

## A tanulmány története
Négy leírt faj tartozik az Allodaposuchus nemzetségbe. A típusfajt, az Allodaposuchus precedens-t  báró Nopcsa Ferenc írta le 1928-ban, a Vălioara, mellett talált lelet alapján.   2001-ben számos részleges koponyát tulajdonítottak ennek a fajnak, amiket Spanyolországban és Franciaországban találtak. E koponyák egy része campaniai korú lelőhelyekből származott, amelyek valamivel idősebbek a romániainál, ami Maastrichti, vagyis a fajnak körülbelül 5 millió évig fenn kellett maradnia. 2013-ban az Allodaposuchus második faját is leírták, A. subjuniperust néven. A spanyolországi Huesca tartományban, a Tremp Group részét képező késő-maastrichti Conquès Formációból került elő. A koponyát egy boróka fa alatt találták, amelynek gyökerei körbenőtte a csontokat, innen ered a faj neve: subjuniperus, vagyis „boróka alatti”.  A 2013-as tanulmány azt is javasolta, hogy az A. precedenshez 2001-ben hozzárendelt francia és spanyol kövületek valóban az Allodaposuchus új, meg nem nevezett faját jelenthetik, ezért jelenleg Allodaposuchus sp. Egy 2005-ben publikált tanulmány szerint ezek az ősmaradványok a krokodilomorfák több különböző nemzetségéhez tartoznak, és hogy az eredeti román anyag túl töredékes ahhoz, hogy saját nemzetségbe tartozzon, így az Allodaposuchus nomen dubium vagy "kétes név". A 2013-as tanulmány azonban megerősítette a román anyag megkülönböztethetőségét más európai kréta időszaki krokodilomorfákkal szemben, ezért megerősítette az Allodaposuchus mint nemzetség érvényességét. 
2014-ben az A. palustrist egy részleges koponyából és más csontváztöredékekből írták le, amelyeket a Tremp Formáció maastrichti szakaszához tartozó üledékeiben találtak, a Pireneusok déli részén fekvő Fumanya Sud nevű helységben. Ezek a maradványok lehetővé tették az első részletes leírását a postcranial (nem-koponyához köthető) maradványoknak. Az Allodaposuchus negyedik faját, az A. hulkit, 2015-ben nevezték el, és szintén a Tremp Formációból származik, bár ezúttal a Casa Fabà nevű helységből került elő. A faj a Marvel képregényekből ismert kitalált karakterről, Hulkról kapta a nevét, utalva a csontok olyan tulajdonságaira, amelyek arra utalnak, hogy erős izomzatú állatok lehettek.

## Kapcsolatok

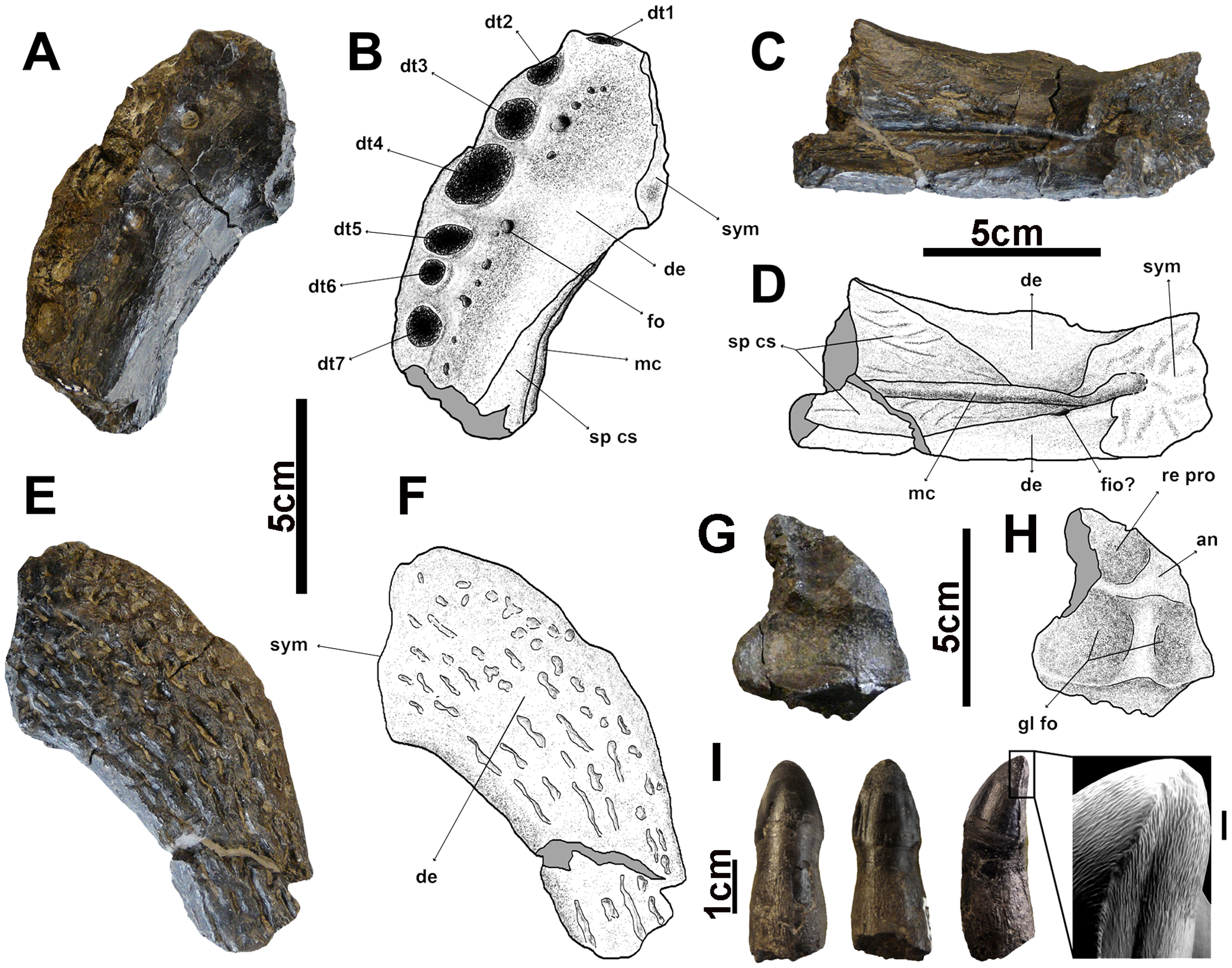
állkapcstöredékek és az A. palustris fogai

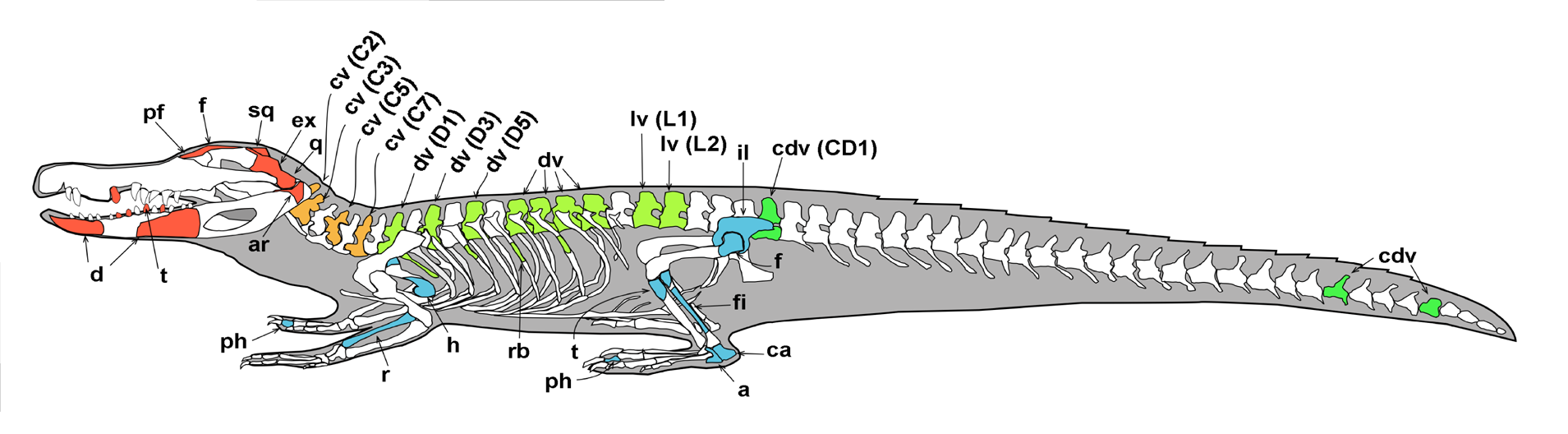
Csontvázrajz, amely az A. palustris ismert maradványait mutatja

Az Allodaposuchus, a Crocodylia klád egyik legkorábbi tagja. A legexkluzívabb csoport, beleértve az összes modern krokodiliát. Az Allodaposuchus és más krokodilok ősei az Eusuchia nevű nagyobb evolúciós csoport részét alkotják, amely a kora kréta időszakban alakult ki. Az Allodaposuchus az eusuchiaia csoport evolúciós radiációjának része. Ez a radiáció a kréta időszakban történt, amikor több kontinensen is elterjedtek.
Amikor Nopcsa Ferenc elnevezte az Allodaposuchust, azt feltételezte, hogy közeli rokona Leidyosuchusnak, egy kanadai krokodiliának. Nopcsa azonban csak néhány csonttöredékre alapozhatta ezt. Miután teljesebb anyagot tártak fel Spanyolországból és Franciaországból 2001- ben, akkor már nem krokodil eusuchiaként értelmezték. A 2001-es tanulmány szoros kapcsolatot ismert el az Allodaposuchus és a Hylaeochampsa, az angliai kora kréta időszakból származó eusuchius között. Egy 2010-es filogenetikai elemzés  Allodaposuchust újra az Alligatoroidea-ba helyezte, amely magában foglalja a mai aligátorokat és a Leidyosuchust . A legutóbbi filogenetikai elemzések szerint Crocodylia csoporton belül, de az alligatoroidea-n kívül helyezkedik el, mint testvér taxon (legközelebbi rokona) Brevirostres kláddal. (Ez a klád magában foglalja a alligatoroidea és Crocodyloidea.) E vizsgálatok szerint az Allodaposuchus szorosabban kapcsolódik alligatoroidea és Crocodyloidea családokkal, mint a Gavialoidea családdal, amely magában foglalja a modern gaviálok-at . A kihalt csoportok közül az Allodaposuchus az legközelebb a Borealosuchus nemzetséghez, amely Észak-Amerikában a késő kréta időszaktól az eocén időszakig létezett, és a Planocraniidae családhoz áll, amely  Észak-Amerikában, Európában és Ázsiában élt a paleocéntől az eocénig.
A 2015-ös elemzés szoros kapcsolatot mutatott ki az Allodaposuchus fajok és az Arenysuchus nevű nemzetség között, amelyet a korábbi elemzések krokodiloidnak tekintenek. Mint az A. palustris és az A. hulki, az Arenysuchus is a spanyolországi Tremp Formációból származik, bár egy másik Elías nevű helységből. Arenysuchus az Allodaposuchus nemzetségen belül, szorosabban kapcsolódott az A. hulki-hoz és az A. precedenshez, mint az A. palustris-hoz, felvetve annak lehetőségét, hogy az Allodaposuchus polifiletikus taxon (azaz nem igazi klád). Az elemzés készítői az Allenaposuchia elnevezést javasolták az Arenysuchus és Allodaposuchus fajokat tartalmazó kládra.

### Bibliográfia
- Blanco, Alejandro; Josep Fortuny; Alba Vicente; Angel H. Luján; Jordi Alexis García Marçà, and Albert G. Sellés. 2015. A new species of Allodaposuchus (Eusuchia, Crocodylia) from the Maastrichtian (Late Cretaceous) of Spain: phylogenetic and paleobiological implications. PeerJ 3:e1171. 1–35. Accessed 2018-05-25.
- Blanco, Alejandro; Eduardo Puértolas Pascual; Josep Marmi; Bernat Vila, and Albert G. Sellés. 2014. Allodaposuchus palustris sp. nov. from the Upper Cretaceous of Fumanya (South Eastern Pyrenees, Iberian Peninsula): Systematics, Palaeoecology and Palaeobiogeography of the Enigmatic Allodaposuchian Crocodylians. PLoS One 9. 1–34. Accessed 2018-05-25.
- Buscalioni, A.D.; F. Ortega; D.B. Weishampel, and C.M. Jianu. 2001. A revision of the crocodyliform Allodaposuchus precedens from the Upper Cretaceous of the Hateg Basin, Romania. Its relevance in the phylogeny of Eusuchia. Journal of Vertebrate Paleontology 21. 74–86. Accessed 2018-05-25.
- Delfino, M.; V. Codrea; A. Folie; P. Dica; P. Godefroit, and T. Smith. 2008. A complete skull of Allodaposuchus precedens Nopcsa, 1928 (Eusuchia) and a reassessment of the morphology of the taxon based on the Romanian remains. Journal of Vertebrate Paleontology 28. 111–122. Accessed 2018-05-25.
- Martin, J.E.. 2010. Allodaposuchus Nopsca, 1928 (Crocodylia, Eusuchia), from the Late Cretaceous of southern France and its relationships to Alligatoroidea. Journal of Vertebrate Paleontology 30. 756–767. Accessed 2018-05-25.
- Martin, J.E., and E. Buffetaut. 2005. An overview of the Late Cretaceous crocodilian assemblage from Cruzy, southern France. Kaupia 14. 33–40.
- Nopcsa, F. 1928. Paleontological notes on Reptilia. 7. Classification of the Crocodilia. Geologica Hungarica, Series Palaeontologica 1. 75–84.
- Puértolas Pascual, E.; J.I. Canudo, and M. Moreno Azanza. 2014. The eusuchian crocodylomorph Allodaposuchus subjuniperus sp. nov., a new species from the latest Cretaceous (upper Maastrichtian) of Spain. Historical Biology 26. 91–109. Accessed 2018-05-25.

## Fordítás
- Ez a szócikk részben vagy egészben  az   Allodaposuchus című angol Wikipédia-szócikk ezen változatának fordításán alapul.  Az eredeti cikk szerkesztőit annak laptörténete sorolja fel. Ez a jelzés csupán a megfogalmazás eredetét és a szerzői jogokat jelzi, nem szolgál a cikkben szereplő információk forrásmegjelöléseként.